# Stefania di Barcellona
Stefania di Barcellone (1118) fu contessa consorte di Bigorre, per alcuni mesi tra il 1128 ed il 1130, poi fu viscontessa consorte di Dax, dal 1130.

## Biografia
Anche se non è citata tra i figli di Raimondo Berengario III di Barcellona dallo storico spagnolo Próspero de Bofarull y Mascaró, fu una delle figlie del conte di Barcellona, Gerona, Osona e Cerdagna, Raimondo Berengario III e della contessa di Provenza e Gévaudan, Dolce I, quindi fu la nipote di Stefania di Provenza (sorella di Dolce I), che, dopo la morte della sorella, Dolce, avanzò delle pretese sulla contea di Provenza, che fu la causa delle Guerres baussenques).
 Stefania di Barcellona, nel 1128, come ci conferma la La Vasconie. Tables Généalogiques, divenne la seconda moglie del Conte di Bigorre, Centullo II(seconda metà del secolo XI -1129) a cui non diede figli; e, in seconde nozze, nel 1130, il visconte Raimondo II di Dax (?-1167).

## Figli
Stefania a Raimondo II, diede due figli:
- Pietro (?-1177/1180), visconte di Dax
- Navarro (?-1215), Canonico di Dax. Vescovo di Couserans.

## Ascendenza
|                                       |   |                             | Genitori                  |  |  | Nonni |  |  | Bisnonni                            |  |  | Trisnonni                           |  |
|                                       |   |                             |                           |  |  |       |  |  | Raimondo Berengario I di Barcellona |  |  | Berengario Raimondo I di Barcellona |  |
|                                       |   |                             |                           |  |  |       |  |  | Raimondo Berengario I di Barcellona |  |  | Berengario Raimondo I di Barcellona |  |
|                                       |   | Sancha Sánchez di Castiglia |                           |  |  |       |  |  | Raimondo Berengario I di Barcellona |  |  |                                     |  |
| Raimondo Berengario II di Barcellona  |   |                             |                           |  |  |       |  |  | Raimondo Berengario I di Barcellona |  |  |                                     |  |
|                                       |   | Almodis de La Marche        | Bernardo I de La Marche   |  |  |       |  |  |                                     |  |  |                                     |  |
|                                       |   | Almodis de La Marche        | Bernardo I de La Marche   |  |  |       |  |  |                                     |  |  |                                     |  |
|                                       |   | Almodis de La Marche        | Almodia/Adalmoda          |  |  |       |  |  |                                     |  |  |                                     |  |
| Raimondo Berengario III di Barcellona |   | Almodis de La Marche        |                           |  |  |       |  |  |                                     |  |  |                                     |  |
|                                       |   | Roberto il Guiscardo        | Tancredi d'Altavilla      |  |  |       |  |  |                                     |  |  |                                     |  |
|                                       |   | Roberto il Guiscardo        | Tancredi d'Altavilla      |  |  |       |  |  |                                     |  |  |                                     |  |
|                                       |   | Roberto il Guiscardo        | Fresenda                  |  |  |       |  |  |                                     |  |  |                                     |  |
| Matilde d'Altavilla                   |   | Roberto il Guiscardo        |                           |  |  |       |  |  |                                     |  |  |                                     |  |
|                                       |   | Sichelgaita di Salerno      | Guaimario IV di Salerno   |  |  |       |  |  |                                     |  |  |                                     |  |
|                                       |   | Sichelgaita di Salerno      | Guaimario IV di Salerno   |  |  |       |  |  |                                     |  |  |                                     |  |
|                                       |   | Sichelgaita di Salerno      | Gemma di Capua            |  |  |       |  |  |                                     |  |  |                                     |  |
| Stefania di Barcellona                |   | Sichelgaita di Salerno      |                           |  |  |       |  |  |                                     |  |  |                                     |  |
|                                       | … | …                           |                           |  |  |       |  |  |                                     |  |  |                                     |  |
|                                       | … | …                           |                           |  |  |       |  |  |                                     |  |  |                                     |  |
|                                       | … | …                           |                           |  |  |       |  |  |                                     |  |  |                                     |  |
| Gilbert I, conte di Gévaudan          | … |                             |                           |  |  |       |  |  |                                     |  |  |                                     |  |
|                                       |   | …                           | …                         |  |  |       |  |  |                                     |  |  |                                     |  |
|                                       |   | …                           | …                         |  |  |       |  |  |                                     |  |  |                                     |  |
|                                       |   | …                           | …                         |  |  |       |  |  |                                     |  |  |                                     |  |
| Dolce I di Provenza                   |   | …                           |                           |  |  |       |  |  |                                     |  |  |                                     |  |
|                                       |   | Goffredo I di Provenza      | Guglielmo II di Provenza  |  |  |       |  |  |                                     |  |  |                                     |  |
|                                       |   | Goffredo I di Provenza      | Guglielmo II di Provenza  |  |  |       |  |  |                                     |  |  |                                     |  |
|                                       |   | Goffredo I di Provenza      | Gerberga di Borgogna      |  |  |       |  |  |                                     |  |  |                                     |  |
| Gerberga di Provenza                  |   | Goffredo I di Provenza      |                           |  |  |       |  |  |                                     |  |  |                                     |  |
|                                       |   | Stefania di Marsiglia       | Guglielmo II di Marsiglia |  |  |       |  |  |                                     |  |  |                                     |  |
|                                       |   | Stefania di Marsiglia       | Guglielmo II di Marsiglia |  |  |       |  |  |                                     |  |  |                                     |  |
|                                       |   | Stefania di Marsiglia       | …                         |  |  |       |  |  |                                     |  |  |                                     |  |
|                                       |   | Stefania di Marsiglia       |                           |  |  |       |  |  |                                     |  |  |                                     |  |